# Botryobasidium
Botryobasidium Donk (pajęczynowiec) – rodzaj grzybów należący do rodziny pajęczynowcowatych (Botryobasidiaceae).

## Charakterystyka
Grzyby kortycjoidalne o owocniku cienkim, kłaczkowatym, siateczkowatym, pajęczynówkowym, poroidalny (przy powiększeniu), nie tworzące ciągłego hymenium. System strzępkowy monomityczny, strzępki szerokie (zwykle o szerokości 8–10 μm lub więcej), luźno splecione, rozgałęzione pod kątem prostym, strzępki subikulum mniej więcej grubościenne, w niektórych strzępkach obecne sprzążki. Podstawki morfologicznie zmienne, zwykle elipsoidalne, kiełbaskowate lub łódeczkowate, gładkie lub z fakturą na powierzchni, nieamyloidalne, bez tworzenia repetobasidium. Bazydiospory niemal cylindryczne lub cylindryczne, zebrane w grona na gałęziach hymenialnych strzępek, z (4)6–8–sterygmami.
Botryobasidium jest spokrewniony z Thanatephorus, Ceratobasidium i Cejpomyces, u których zwykle bazydiospory tworzą repetobasidia. Jest również spokrewniony z Sistotrema, która różni się kształtem podstawek oraz tym, że tworzą one w hymenium palisadę, a nie grona. Dane molekularne potwierdziły pokrewieństwo Botryobasidium także z Cantharellus, Craterellus, Hydnum i Clavulina, umieszczając je w kladzie cantharelloid.

## Systematyka i nazewnictwo
Pozycja w klasyfikacji: Botryobasidiaceae, Cantharellales, Incertae sedis, Agaricomycetes, Agaricomycotina, Basidiomycota, Fungi (według Index Fungorum).
Synonimy naukowe: Botryohypochnus Donk, Cyanohypha Jülich.
Polską nazwę podał Władysław Wojewoda w 1996 r.
Gatunki występujące w Polsce:
- Botryobasidium aureum Parmasto 1965 – pajęczynowiec złotawy
- Botryobasidium candicans J. Erikss. 1958 – pajęczynowiec białawy
- Botryobasidium conspersum J. Erikss. 1958 – pajęczynowiec niepozorny
- Botryobasidium intertextum (Schwein.) Jülich & Stalpers 1980 – pajęczynowiec wąskozarodnikowy
- Botryobasidium isabellinum (Fr.) D.P. Rogers 1935 – pajęczynowiec kolczastozarodnikowy, nalotek kolczastozarodnikowy
- Botryobasidium laeve (J. Erikss.) Parmasto 1965 – pajęczynowiec szerokostrzępkowy
- Botryobasidium medium J. Erikss. 1958 – pajęczynowiec wąskokonidiowy
- Botryobasidium obtusisporum J. Erikss. 1958 – pajęczynowiec tępozarodnikowy
- Botryobasidium pilosellum J. Erikss. 1958 – pajęczynowiec owłosiony
- Botryobasidium pruinatum (Bres.) J. Erikss. 1958 – pajęczynowiec ziarnistostrzępkowy
- Botryobasidium robustius Pouzar & Hol.-Jech. 1967[5] – pajęczynowiec mocarny[6]
- Botryobasidium sassofratinoense Bernicchia & G. Langer 2010[5]
- Botryobasidium subcoronatum (Höhn. & Litsch.) Donk 1931 – pajęczynowiec drobnozarodnikowy
- Botryobasidium vagum (Berk. & M.A. Curtis) D.P. Rogers 1935 – pajęczynowiec groniasty

Nazwy naukowe na podstawie Index Fungorum. Wykaz gatunków i nazwy polskie według Władysława Wojewody i innych.